# Sông Niger
Sông Niger là một con sông quan trọng ở tây châu Phi, có chiều dài 4470 km (hơn 3000 dặm). Con sông chảy theo hình lưỡi liềm qua Guinée, Mali, Niger, dọc biên giới Bénin rồi chảy vào Nigeria giữa một bình nguyên lớn, tức châu thổ sông Niger, rồi đổ vào vịnh Guinea. Đây là con sông lớn thứ ba ở châu Phi, chỉ sau sông Nin và sông Congo.
Phụ lưu chính của nó là sông Benue.

## Từ nguyên
Niger được gọi là Jeliba hay Joliba "sông lớn" trong tiếng Manding; Orimiri hay Orimili "sông lớn" trong tiếng Igbo; Egerew n-Igerewen "sông của các sông" trong tiếng Tuareg; Isa Ber "sông lớn" trong tiếng Songhay; Kwara trong tiếng Hausa; và Oya trong tiếng Yoruba. Nguồn gốc của tên gọi Niger, chỉ dùng cho đoạn sông giữa, không được rõ. Nhiều khả năng là sự thay đổi do ảnh hưởng của tiếng Latinh niger "đen", từ tên gọi trong tiếng Tuareg egerew n-igerewen, tên gọi đã được sử dụng từ lâu để chỉ đoạn sông giữa chảy qua Timbuktu. Vì Timbuktu từng là điểm cuối cùng phía nam của tuyến thương mại qua Sahara đến phía tây của Địa Trung Hải, nó là nguồn của kiến thức hầu hết về châu Âu của khu vực.
Các bản đồ châu Âu thời Trung cổ dùng tên Niger cho đoạn giữa của sông, ở Mali hiện đại, nhưng Quorra (Kworra) đến hạ nguồn ở Nigeria hiện đại, vì chúng không được xem là cùng một con sông. Khi các thế lực thuộc địa châu Âu bắt đầu đưa tàu thuyền đến dọc theo bờ biển tây của châu Phi vào thế kỷ 16 và 17, sông Senegal thường được xem là phần cuối hướng ra biển của Niger. Châu thổ Niger, đổ nước vào Đại Tây Dương qua các đầm lầy rừng ngập mặn và hành ngàn chi lưu kéo dài song song hàng trăm dặm, từng được cho là không có các vùng đất ngập nước ven biển. Vào thế kỷ 18, Mungo Park đã đi dọc theo sông River và viếng thăm đế quốc Sahelian thời đó, do vậy người châu Âu xác định chính xác các đoạn của Niger, và dùng tên này cho cả con sông.
Các quốc gia hiện nay như Nigeria và Niger lấy tên của họ từ tên sông, đánh dấu các ranh giới quốc gia của các cường quốc thực dân châu Âu gồm "thương lưu", "hạ lưu" và "trung lưu" của lưu vực sông Niger trong suốt Scramble for Africa vào cuối thế kỷ 19.

## Địa lý
Sông Niger là một sông tương đối "trong", chỉ tải khoảng 1/10 so với lượng vật chất trong sông Nin do thượng nguồng của sông Niger nằm trên các đá cổ cung cấp rất ít hạt kích thước bột. Giống như sông Nin, sông Niger có lũ hàng năm, bắt đầu vào tháng 9, đạt đỉnh vào tháng 11 và kết thúc vào tháng 5.
Các địa hình bất thường của sông là đồng bằng châu thổ nội Niger, nó hình thành nơi mà gradien dòng chảy giảm đột ngột. Kết quả là hình thành một vùng các sông bện tết, đầm lầy, và các hồ có kích thước cỡ nước Bỉ; lũ theo mùa làm cho năng suất về các và nông nghiệp rất cao.
Dòng sông mất gần 2/3 năng lượng dòng chảy ở châu thổ này giữa Ségou và Timbuktu do thấm và bốc hơi. Tất cả nước từ sông Bani chảy vào châu thổ tại Mopti cũng không bù được lượng nước mất đi này. Khả năng mất trung bình ước tính khoảng 31 km³/năm, nhưng có sự thay đổi đáng kể giữa các năm. Dòng sông sau đó hợp lưu với rất nhiều nhánh, nhưng lại càng mất đi nhiều nước hơn do bốc hơi. Lượng nước chảy vào Nigeria đo tại Yola vào khoảng 25 km³/năm trước thập niên 1980 và khoảng 13,5 km³/năm trong suốt thập niên 1980. Chi lưu quan trọng nhất của sông Niger ở Nigeria là sông Benue, nó hợp chảy vào Niger tại Lokoja ở Nigeria. Tổng thể tích của các chi lưu ở Nigeria nhiều gắp 6 lần dòng chảy vào Nigeria, với dòng chảy tại cửa sông ở mức 177,0 km³/năm trước thập niên 1980 và 147,3 km³/năm trong thập niên 1980.

## Hình dạng sông bất thường
Sông Niger có dòng chảy bất thường so với bất kỳ sông lớn nào trên thế giới, nó có hình giống boomerang làm cho các nhà địa lý châu Âu bối rối trong hai thế kỷ. Thượng nguồn của nó cách bờ biển Đại Tây Dương chỉ 240 km, nhưng dòng sông chảy ngược về phía đất liền theo hướng về sa mạc Sahara, sau đó vòng 90 độ sang phải gần thành phố cổ Timbuktu (Tombouctou) và thẳng tiến về phía đông nam đến vịnh Guinea.
Yếu tố địa lý lạ này có thể là do sông Niger từng do hai con sông cổ nối vào nhau, phần sông Niger nằm cao hơn ở phía tây của Timbuktu đến khúc uốn cong của sông hiện tại ở gần Timbuktu, phần còn sót lại hiện là một hồ không ở đông-đông bắc của Timbuktu, trong khi phần sông Niger nằm thấp hơn đã từng bắt đầu từ phía nam của Timbuktu và chảy về phía nam vào vịnh Guinea. Theo thời gian, xâm thực về phía thượng nguồn của sông Niger thấp hơn gây ra sự cướp dòng hay đoạt dòng sông Niger nằm cao hơn.
Phần phía bắc của dòng sông được gọi là Niger bend, là một khi vực quan trọng bởi vì nó là sông chính và là nguồn cung cấp nước cho một phần của sa mạc Sahara. Điều này làm cho nó là điểm tập trung của các tuyến thương mại qua vùng tây Sahara, và là trung tâm của vương quốc Sahelian của Mali và Gao.
Xung quanh lưu vực sông Niger là một trong những phần địa lý riêng việt của tỉnh Sudan, vùng này lại là một phần của vùng địa lý riêng biệt khối châu Phi.

## Liên kết
- Information and a map of the Niger's watershed Lưu trữ ngày 27 tháng 10 năm 2004 tại Wayback Machine
- Map of the Niger River basin at Water Resources eAtlas Lưu trữ ngày 11 tháng 11 năm 2006 tại Wayback Machine
- Niger Currents: Exploring life and technology along the Niger River Lưu trữ ngày 16 tháng 6 năm 2013 tại Wayback Machine